# 1873.
◄ | 18. stoljeće | 19. stoljeće | 20. stoljeće | ►
◄ | 1840-ih | 1850-ih | 1860-ih | 1870-ih | 1880-ih | 1890-ih | 1900-ih | ►
◄◄ | ◄ | 1870. | 1871. | 1872. | 1873. | 1874. | 1875. | 1876. | ► | ►►
Arhitektura • Astronomija • Biologija • Fotografija • Glazba • Kazalište • Kemija • Kiparstvo • Knjige • Književnost • Kršćanstvo • Meteorologija • Medicina • Planinarstvo • Politika • Pravo • Promet • Slikarstvo • Šport • Znanost • Željeznički promet

## Događaji
- 23. listopada – Dovršena željeznička pruga Rijeka – Karlovac, kojom je ostvarena veza s Budimpeštom.
- Za bana je imenovan Ivan Mažuranić

## Rođenja
- 1. siječnja  – Marija Jurić Zagorka, hrvatska književnica i novinarka († 1957.)
- 2. siječnja – Sveta Mala Terezija, katolička svetica († 1897.)
- 15. siječnja – Max Adler, austrijski filozof († 1937.)
- 25. veljače – Enrico Caruso, talijanski pjevač († 1921.)
- 1. travnja – Melko Čingrija, hrvatski političar († 1949.)
- 1. travnja – Sergej Rahmanjinov, ruski skladatelj († 1943.)
- 9. svibnja – Howard Carter, engleski egiptolog († 1939.)
- 26. svibnja – Olaf Gulbransson, norveški crtač i slikar († 1958.)
- 13. lipnja – Antun Gustav Matoš, hrvatski književnik († 1914.)
- 28. lipnja – Alexis Carrel, francuski liječnik, nobelovac († 1944.)
- 20. srpnja – Ivan Skerlecz, hrvatski političar
- 21. srpnja – Hans Fallada, njemački književnik († 1947.)
- 1. rujna – Dinko Šimunović, hrvatski književnik († 1933.)
- 31. listopada – Rudolf Lubinski, hrvatski arhitekt († 1935.)
- 11. studenog – Eugeniusz Kazimirowski, poljski slikar († 1939.)
- 21. prosinca – Blagoje Bersa, hrvatski skladatelj i glazbeni pedagog († 1934.)
- 21. prosinca – Benjamin Disraeli, britanski političar († 1881.)

## Smrti
- 9. siječnja – Napoleon III. Bonaparte, francuski predsjednik i car (* 1808.)
- 18. veljače – Vasil Levski, bugarski revolucionar (* 1837.)
- 22. veljače – Peter Dajnko, slovenski pisac i pčeral (* 1787.)
- 18. travnja – Justus von Liebig, njemački kemičar (* 1803.)
- 1. svibnja – David Livingstone, škotski misionar i istraživač (* 1813.)
- 22. svibnja – Alessandro Manzoni, talijanski književnik (* 1785.)
- 8. srpnja – Franz Xaver Winterhalter, njemački slikar (* 1805.)
- 12. kolovoza – Janoš Kardoš, slovenski pjesnik, pisac, prevoditelj i pastor (* 1801.)
- 24. listopada – Ivan Dežman, hrvatski književnik i liječnik (* 1841.)
- 4. studenog – Ivan Padovec, hrvatski gitarist i skladatelj (* 1800.)

## Vanjske poveznice
|  | Zajednički poslužitelj ima još gradiva o temi 1873. |